# Teatre Nou (1843-1848)
El Teatre Nou fou una sala de Barcelona oberta el 1843 i desapareguda el 1848 al lloc de l'actual Plaça Reial. Va ocupar el terreny de l'antic convent dels caputxins, per la qual cosa també és conegut com a Teatre Nou dels Caputxins o Teatre dels Caputxins, amb entrada pel carrer de Ferran.
No se l'ha de confondre amb el Teatre Nou que va funcionar al Paral·lel des del 1901.
Va ser un dels primers teatres oberts a la ciutat en acabar el monopoli que tenia el Teatre de la Santa Creu i, durant els anys que va funcionar, en va ser un seriós rival. Programà, sobretot, funcions d'òpera italiana entre 1844 i 1846. Va tancar dos anys després, el 1848.

## Precedents
En ésser desamortitzat el convent dels caputxins, el 1836, el municipi pensà de fer-hi una gran plaça. No obstant això, hi hagué també la idea de destinar l'espai a un equipament públic per al lleure, ja que el Teatre de la Santa Creu tenia una capacitat limitada. Es destinà l'edifici, mentre no s'hi feien obres, a teatre, amb el nom de Teatre Animat o dels Caputxins.
El 1841 es convocà un concurs per a construir-hi un teatre per a 4.000 persones. S'hi presentaren dos projectes: de Josep Oriol Mestres i Francesc Daniel i Molina, però quedà desert. A causa de l'interès d'una societat particular, l'Ajuntament decidí d'arrendar el solar mentre no es prenia una solució definitiva.

## El Teatre Nou
La societat particular va encarregar-se de condicionar part de l'edifici com a teatre, amb el compromís explícit que només funcionaria durant tres anys, després del qual tornaria a mans del municipi. Condicionat ràpidament, tenia capacitat per a 1.600 persones. Era un teatre a la italiana, en forma de ferradura allargada, amb platea, tres pisos de llotges i un quart pis amb graderia.
El 16 d'abril de 1843 va inaugurar-se el teatre, que va començar fent obres de teatre de text en castellà. L'1 de juny de 1844 va iniciar la seva temporada amb una òpera nova a la ciutat: Pia de' Tolomei de Gaetano Donizetti, començant la rivalitat amb el Teatre de la Santa Creu, l'únic que fins llavors havia fet òperes a Barcelona, que només acabaria el 1846 quan, l'1 d'abril, s'hi fes l'última òpera, també de Donizetti: La figlia del reggimento. A la premsa de l'època es poden trobar referències a aquesta rivalitat amb l'apel·latiu Creuats i caputxins.
El director musical era Joan Baptista Dalmau. En aquests dos anys, van oferir-s'hi òperes italianes, sobretot de Donizetti. Així, la temporada 1844-1845 va tenir Il barbiere di Siviglia de Rossini i sis òperes de Donizetti: Lucia di Lammermoor, Belisario i Roberto Devereux, ja conegudes, i les estrenes de Pia de' Tolomei, La figlia del reggimento (amb gran èxit i 29 funcions) i Betly, o la capana svizzera. A més, va haver-hi 18 concerts (acadèmies) i dues tonadillas.
El 1845 es va estrenar a Barcelona l'òpera de Giuseppe Verdi Ernani, amb 36 funcions, i es va oferir I Lombardi, estrenada feia poc al Teatre de la Santa Creu. Aquest mateix any s'oferiren dos concerts de Franz Liszt, amb arranjaments pianístics d'òperes i obres pròpies; van ser els dies 14 i 15 d'abril, essent el segon a benefici de la Casa de Misericòrdia i van tenir un gran èxit.
L'última temporada, 1845-1846, va veure òperes de Valentino Fioravanti, Pacini, Rossi i set òperes de Donizetti, entre les quals l'estrena a la ciutat de Maria de Rudenz. A més, va estrenar-s'hi, per primer cop a Barcelona, l'única òpera francesa que es va donar al Teatre Nou: Robert le diable de Giacomo Meyerbeer.
La construcció del Liceu, el 1847, va fer que l'Ajuntament reconsiderés el seu projecte d'edificar un nou teatre i tornés a la proposta inicial de fer-hi una plaça. El 10 de juny de 1848 va començar l'enderrocament del convent per a fer-hi una plaça, la Plaça Reial.